# Vaccinium yaoshanicum
Vaccinium yaoshanicum är en ljungväxtart som beskrevs av Hermann Sleumer. Vaccinium yaoshanicum ingår i Blåbärssläktet, och familjen ljungväxter. Inga underarter finns listade i Catalogue of Life.